# Georg Franck von Franckenau
Georg Franck von Franckenau (3. května 1643 nebo 1644 Naumburg (Saale) - 6. června 1704 Kodaň) byl německý lékař a botanik.

## Život
Georg Franck studoval ve Štrasburgu medicínu a anatomii. Roku 1666 mu byl udělen doktorát. Roku 1671 odešel do Heidelbergu, kde pracoval na univerzitě jako profesor a byl lékařem markrabětě. Ve válečných časech přesídlil do Frankfurtu a poté do Wittenbergu.
Roku 1692 jej císař Leopold I. povýšil do šlechtického stavu a 30. listopadu 1693 se stal členem Royal Society. Jeho poslední působiště bylo v Dánsku na dvoře Kristiána V.

## Dílo
- Flora Francica Aucta, oder vollständiges Kräuter-Lexicon,… (1680)